# ナショナルリーグ中地区
- メジャーリーグベースボール > ナショナルリーグ > ナショナルリーグ中地区

ナショナルリーグ中地区（ナショナルリーグなかちく、英: National League Central Division）は、MLB6地区の一つ。
1994年に3地区制移行に伴い新設された。所属する5チームはアメリカ合衆国中西部及び南部に位置している。1998年のミルウォーキー・ブルワーズの加入により、以降2012年までは全地区中最大の6チームが所属する地区であった。

## 現在の所属チーム
| チーム                                               | チーム 創設年 | リーグ 加盟年 | 中地区 加盟年 | 本拠地                                                          |
| ---------------------------------------------------- | ------------- | ------------- | ------------- | --------------------------------------------------------------- |
| シカゴ・カブス Chicago Cubs (CHC)                    | 1870          | 1876          | 1994          | イリノイ州シカゴ リグレー・フィールド                           |
| シンシナティ・レッズ Cincinnati Reds (CIN)           | 1882          | 1890          | 1994          | オハイオ州シンシナティ グレート・アメリカン・ボール・パーク     |
| ミルウォーキー・ブルワーズ Milwaukee Brewers (MIL)   | 1969          | 1998          | 1998          | ウィスコンシン州ミルウォーキー アメリカンファミリー・フィールド |
| ピッツバーグ・パイレーツ Pittsburgh Pirates (PIT)    | 1882          | 1887          | 1994          | ペンシルベニア州ピッツバーグ PNCパーク                          |
| セントルイス・カージナルス St. Louis Cardinals (STL) | 1882          | 1892          | 1994          | ミズーリ州セントルイス ブッシュ・スタジアム                     |

## 過去の所属チーム
- ヒューストン・アストロズ - 現在はアメリカンリーグ西地区所属

## 所属チームの変遷
|                                                                  |           |           |                            |                            |                            |                            |                            |                            |                            |                            |                            |                            |                            |                            |                            |                            |                            |                            |                            |                            |                            |                            |                            |                            |                            |                            |                            |                            |                            |                            |                            |                            |                            |                            |           |           |           |
| NL東地区→                                                        | NL東地区→ | NL東地区→ | シカゴ・カブス             | シカゴ・カブス             | シカゴ・カブス             | シカゴ・カブス             | シカゴ・カブス             | シカゴ・カブス             | シカゴ・カブス             | シカゴ・カブス             | シカゴ・カブス             | シカゴ・カブス             | シカゴ・カブス             | シカゴ・カブス             | シカゴ・カブス             | シカゴ・カブス             | シカゴ・カブス             | シカゴ・カブス             | シカゴ・カブス             | シカゴ・カブス             | シカゴ・カブス             | シカゴ・カブス             | シカゴ・カブス             | シカゴ・カブス             | シカゴ・カブス             | シカゴ・カブス             | シカゴ・カブス             | シカゴ・カブス             | シカゴ・カブス             | シカゴ・カブス             | シカゴ・カブス             | シカゴ・カブス             | シカゴ・カブス             | シカゴ・カブス             |           |           |           |
| NL西地区→                                                        | NL西地区→ | NL西地区→ | シンシナティ・レッズ       | シンシナティ・レッズ       | シンシナティ・レッズ       | シンシナティ・レッズ       | シンシナティ・レッズ       | シンシナティ・レッズ       | シンシナティ・レッズ       | シンシナティ・レッズ       | シンシナティ・レッズ       | シンシナティ・レッズ       | シンシナティ・レッズ       | シンシナティ・レッズ       | シンシナティ・レッズ       | シンシナティ・レッズ       | シンシナティ・レッズ       | シンシナティ・レッズ       | シンシナティ・レッズ       | シンシナティ・レッズ       | シンシナティ・レッズ       | シンシナティ・レッズ       | シンシナティ・レッズ       | シンシナティ・レッズ       | シンシナティ・レッズ       | シンシナティ・レッズ       | シンシナティ・レッズ       | シンシナティ・レッズ       | シンシナティ・レッズ       | シンシナティ・レッズ       | シンシナティ・レッズ       | シンシナティ・レッズ       | シンシナティ・レッズ       | シンシナティ・レッズ       |           |           |           |
| NL東地区→                                                        | NL東地区→ | NL東地区→ | ピッツバーグ・パイレーツ   | ピッツバーグ・パイレーツ   | ピッツバーグ・パイレーツ   | ピッツバーグ・パイレーツ   | ピッツバーグ・パイレーツ   | ピッツバーグ・パイレーツ   | ピッツバーグ・パイレーツ   | ピッツバーグ・パイレーツ   | ピッツバーグ・パイレーツ   | ピッツバーグ・パイレーツ   | ピッツバーグ・パイレーツ   | ピッツバーグ・パイレーツ   | ピッツバーグ・パイレーツ   | ピッツバーグ・パイレーツ   | ピッツバーグ・パイレーツ   | ピッツバーグ・パイレーツ   | ピッツバーグ・パイレーツ   | ピッツバーグ・パイレーツ   | ピッツバーグ・パイレーツ   | ピッツバーグ・パイレーツ   | ピッツバーグ・パイレーツ   | ピッツバーグ・パイレーツ   | ピッツバーグ・パイレーツ   | ピッツバーグ・パイレーツ   | ピッツバーグ・パイレーツ   | ピッツバーグ・パイレーツ   | ピッツバーグ・パイレーツ   | ピッツバーグ・パイレーツ   | ピッツバーグ・パイレーツ   | ピッツバーグ・パイレーツ   | ピッツバーグ・パイレーツ   | ピッツバーグ・パイレーツ   |           |           |           |
| NL東地区→                                                        | NL東地区→ | NL東地区→ | セントルイス・カージナルス | セントルイス・カージナルス | セントルイス・カージナルス | セントルイス・カージナルス | セントルイス・カージナルス | セントルイス・カージナルス | セントルイス・カージナルス | セントルイス・カージナルス | セントルイス・カージナルス | セントルイス・カージナルス | セントルイス・カージナルス | セントルイス・カージナルス | セントルイス・カージナルス | セントルイス・カージナルス | セントルイス・カージナルス | セントルイス・カージナルス | セントルイス・カージナルス | セントルイス・カージナルス | セントルイス・カージナルス | セントルイス・カージナルス | セントルイス・カージナルス | セントルイス・カージナルス | セントルイス・カージナルス | セントルイス・カージナルス | セントルイス・カージナルス | セントルイス・カージナルス | セントルイス・カージナルス | セントルイス・カージナルス | セントルイス・カージナルス | セントルイス・カージナルス | セントルイス・カージナルス | セントルイス・カージナルス |           |           |           |
| AL中地区→                                                        | AL中地区→ | AL中地区→ | AL中地区→                  | AL中地区→                  | AL中地区→                  | AL中地区→                  | ミルウォーキー・ブルワーズ | ミルウォーキー・ブルワーズ | ミルウォーキー・ブルワーズ | ミルウォーキー・ブルワーズ | ミルウォーキー・ブルワーズ | ミルウォーキー・ブルワーズ | ミルウォーキー・ブルワーズ | ミルウォーキー・ブルワーズ | ミルウォーキー・ブルワーズ | ミルウォーキー・ブルワーズ | ミルウォーキー・ブルワーズ | ミルウォーキー・ブルワーズ | ミルウォーキー・ブルワーズ | ミルウォーキー・ブルワーズ | ミルウォーキー・ブルワーズ | ミルウォーキー・ブルワーズ | ミルウォーキー・ブルワーズ | ミルウォーキー・ブルワーズ | ミルウォーキー・ブルワーズ | ミルウォーキー・ブルワーズ | ミルウォーキー・ブルワーズ | ミルウォーキー・ブルワーズ | ミルウォーキー・ブルワーズ | ミルウォーキー・ブルワーズ | ミルウォーキー・ブルワーズ | ミルウォーキー・ブルワーズ | ミルウォーキー・ブルワーズ | ミルウォーキー・ブルワーズ |           |           |           |
| NL西地区→                                                        | NL西地区→ | NL西地区→ | ヒューストン・アストロズ   | ヒューストン・アストロズ   | ヒューストン・アストロズ   | ヒューストン・アストロズ   | ヒューストン・アストロズ   | ヒューストン・アストロズ   | ヒューストン・アストロズ   | ヒューストン・アストロズ   | ヒューストン・アストロズ   | ヒューストン・アストロズ   | ヒューストン・アストロズ   | ヒューストン・アストロズ   | ヒューストン・アストロズ   | ヒューストン・アストロズ   | ヒューストン・アストロズ   | ヒューストン・アストロズ   | ヒューストン・アストロズ   | ヒューストン・アストロズ   | ヒューストン・アストロズ   | →AL西地区                  | →AL西地区                  | →AL西地区                  | →AL西地区                  | →AL西地区                  | →AL西地区                  | →AL西地区                  | →AL西地区                  | →AL西地区                  | →AL西地区                  | →AL西地区                  | →AL西地区                  | →AL西地区                  | →AL西地区 | →AL西地区 | →AL西地区 |
| チームが存在しない期間 ワールドシリーズ制覇 ナショナルリーグ制覇 |           |           |                            |                            |                            |                            |                            |                            |                            |                            |                            |                            |                            |                            |                            |                            |                            |                            |                            |                            |                            |                            |                            |                            |                            |                            |                            |                            |                            |                            |                            |                            |                            |                            |           |           |           |

## 地区歴代優勝チーム
WS：ワールドシリーズ
NLCS：ナショナルリーグチャンピオンシップシリーズ
NLDS：ナショナルリーグ地区シリーズ
NLWC：ナショナルリーグワイルドカードシリーズ
| 年度 | 優勝チーム                 | 勝敗   | 勝率 | プレーオフ                                 |
| ---- | -------------------------- | ------ | ---- | ------------------------------------------ |
| 1994 | シンシナティ・レッズ       | 66-48  | .579 | プレーオフ非開催                           |
| 1995 | シンシナティ・レッズ       | 85-59  | .590 | ●0-4 NLCS 対アトランタ・ブレーブス         |
| 1996 | セントルイス・カージナルス | 88-74  | .543 | ●3-4 NLCS 対アトランタ・ブレーブス         |
| 1997 | ヒューストン・アストロズ   | 84-78  | .519 | ●0-3 NLDS 対アトランタ・ブレーブス         |
| 1998 | ヒューストン・アストロズ   | 102-60 | .630 | ●1-3 NLDS 対サンディエゴ・パドレス         |
| 1999 | ヒューストン・アストロズ   | 97-65  | .599 | ●1-3 NLDS 対アトランタ・ブレーブス         |
| 2000 | セントルイス・カージナルス | 95-67  | .586 | ●1-4 NLCS 対ニューヨーク・メッツ           |
| 2001 | ヒューストン・アストロズ   | 93-69  | .574 | ●0-3 NLDS 対アトランタ・ブレーブス         |
| 2002 | セントルイス・カージナルス | 97-65  | .599 | ●1-4 NLCS 対サンフランシスコ・ジャイアンツ |
| 2003 | シカゴ・カブス             | 88-74  | .543 | ●3-4 NLCS 対フロリダ・マーリンズ           |
| 2004 | セントルイス・カージナルス | 105-57 | .648 | ●0-4 WS 対ボストン・レッドソックス         |
| 2005 | セントルイス・カージナルス | 100-62 | .617 | ●2-4 NLCS 対ヒューストン・アストロズ       |
| 2006 | セントルイス・カージナルス | 83-78  | .516 | ○4-1 WS 対デトロイト・タイガース           |
| 2007 | シカゴ・カブス             | 85-77  | .525 | ●0-3 NLDS 対アリゾナ・ダイヤモンドバックス |
| 2008 | シカゴ・カブス             | 97-64  | .602 | ●0-3 NLDS 対ロサンゼルス・ドジャース       |
| 2009 | セントルイス・カージナルス | 91-71  | .562 | ●0-3 NLDS 対ロサンゼルス・ドジャース       |
| 2010 | シンシナティ・レッズ       | 91-71  | .562 | ●0-3 NLDS 対フィラデルフィア・フィリーズ   |
| 2011 | ミルウォーキー・ブルワーズ | 96-66  | .593 | ●2-4 NLCS 対セントルイス・カージナルス     |
| 2012 | シンシナティ・レッズ       | 97-65  | .599 | ●2-3 NLDS 対サンフランシスコ・ジャイアンツ |
| 2013 | セントルイス・カージナルス | 97–65  | .599 | ●2-4 WS 対ボストン・レッドソックス         |
| 2014 | セントルイス・カージナルス | 90–72  | .556 | ●1-4 NLCS 対サンフランシスコ・ジャイアンツ |
| 2015 | セントルイス・カージナルス | 100–62 | .617 | ●1-3 NLDS 対シカゴ・カブス                 |
| 2016 | シカゴ・カブス             | 103-58 | .640 | ○4-3 WS 対クリーブランド・インディアンス   |
| 2017 | シカゴ・カブス             | 92-70  | .568 | ●1-4 NLCS 対ロサンゼルス・ドジャース       |
| 2018 | ミルウォーキー・ブルワーズ | 96-67  | .589 | ●3-4 NLCS 対ロサンゼルス・ドジャース       |
| 2019 | セントルイス・カージナルス | 91-71  | .562 | ●0-4 NLCS 対ワシントン・ナショナルズ       |
| 2020 | シカゴ・カブス             | 34-26  | .567 | ●0-2 NLWC 対マイアミ・マーリンズ           |
| 2021 | ミルウォーキー・ブルワーズ | 95-67  | .586 | ●1-3 NLDS 対アトランタ・ブレーブス         |
| 2022 | セントルイス・カージナルス | 93-69  | .574 | ●0-2 NLWC 対フィラデルフィア・フィリーズ   |
| 2023 | ミルウォーキー・ブルワーズ | 92-70  | .568 | ●0-2 NLWC 対アリゾナ・ダイヤモンドバックス |
| 2024 | ミルウォーキー・ブルワーズ | 93-69  | .574 | ●1-2 NLWC 対ニューヨーク・メッツ           |

## ワイルドカード獲得チーム
WS：ワールドシリーズ
NLCS：ナショナルリーグチャンピオンシップシリーズ
NLDS：ナショナルリーグ地区シリーズ

| 年度 | 獲得チーム                 | 勝敗  | 勝率 | プレーオフ                                 |
| ---- | -------------------------- | ----- | ---- | ------------------------------------------ |
| 1998 | シカゴ・カブス             | 90-73 | .552 | ●0-3 NLDS 対アトランタ・ブレーブス         |
| 2001 | セントルイス・カージナルス | 93-69 | .574 | ●2-3 NLDS 対アリゾナ・ダイヤモンドバックス |
| 2004 | ヒューストン・アストロズ   | 92-70 | .568 | ●3-4 NLCS 対セントルイス・カージナルス     |
| 2005 | ヒューストン・アストロズ   | 89-73 | .549 | ●0-4 WS 対シカゴ・ホワイトソックス         |
| 2008 | ミルウォーキー・ブルワーズ | 90-72 | .556 | ●1-3 NLDS 対フィラデルフィア・フィリーズ   |
| 2011 | セントルイス・カージナルス | 90-72 | .556 | ○4-3 WS 対テキサス・レンジャーズ           |
| 2012 | セントルイス・カージナルス | 88-74 | .543 | ●3-4 NLCS 対サンフランシスコ・ジャイアンツ |
| 2013 | ピッツバーグ・パイレーツ   | 94-68 | .580 | ●2-3 NLDS 対セントルイス・カージナルス     |
| 2013 | シンシナティ・レッズ       | 90-72 | .556 | ●NLWC 対ピッツバーグ・パイレーツ           |
| 2014 | ピッツバーグ・パイレーツ   | 88-74 | .543 | ●NLWC 対サンフランシスコ・ジャイアンツ     |
| 2015 | ピッツバーグ・パイレーツ   | 98-64 | .605 | ●NLWC 対シカゴ・カブス                     |
| 2015 | シカゴ・カブス             | 97-65 | .599 | ●0-4 NLCS 対ニューヨーク・メッツ           |
| 2018 | シカゴ・カブス             | 95-68 | .583 | ●NLWC 対コロラド・ロッキーズ               |
| 2019 | ミルウォーキー・ブルワーズ | 89-73 | .549 | ●NLWC 対ワシントン・ナショナルズ           |
| 2020 | セントルイス・カージナルス | 30-28 | .517 | ●1-2 NLWC 対サンディエゴ・パドレス         |
| 2020 | シンシナティ・レッズ       | 31-29 | .517 | ●0-2 NLWC 対アトランタ・ブレーブス         |
| 2020 | ミルウォーキー・ブルワーズ | 29-31 | .483 | ●0-2 NLWC 対ロサンゼルス・ドジャース       |